# Macroptychaster accrescens
Macroptychaster accrescens is een kamster uit de familie Astropectinidae.
De wetenschappelijke naam van de soort werd in 1920 gepubliceerd door René Koehler.